# 墨西哥城政策
墨西哥城政策（Mexico City Policy）是美國政府的一項间歇性政策，該政策要求美國聯邦政府不得資助任何進行或推廣墮胎作為計劃生育其中一個方法的外國非政府組織。從1973年美國正式墮胎全國合法化起，美国国际开发署（USAID）禁止運用美國政府資助在世界任何地方提供以家庭計劃為目的的墮胎服務。
墨西哥城政策由共和黨的罗纳德·里根總統在1984年確立，到1993年1月被民主黨的比尔·克林顿總統取消，共和黨的乔治·沃克·布什在2001年1月上任後，恢復該政策，並把相關政策擴大至所有涉及家庭計劃的非政府組織。到2009年1月23日，又被新任總統、民主黨的贝拉克·奥巴马取消，2017年1月23日，共和黨的唐納·川普總統又恢復該政策。2021年1月28日，民主黨的喬·拜登總統又廢除該政策。